# Bitwa pod Dybbøl
Bitwa pod Dybbøl – starcie zbrojnie stoczone podczas II wojny o Szlezwik (wojny duńskiej) 18 kwietnia 1864 roku pomiędzy wojskami Królestwa Danii a wojskami Królestwa Prus i sprzymierzonymi z nim wojskami Związku Niemieckiego w rejonie Dybbøl.

## Przed bitwą

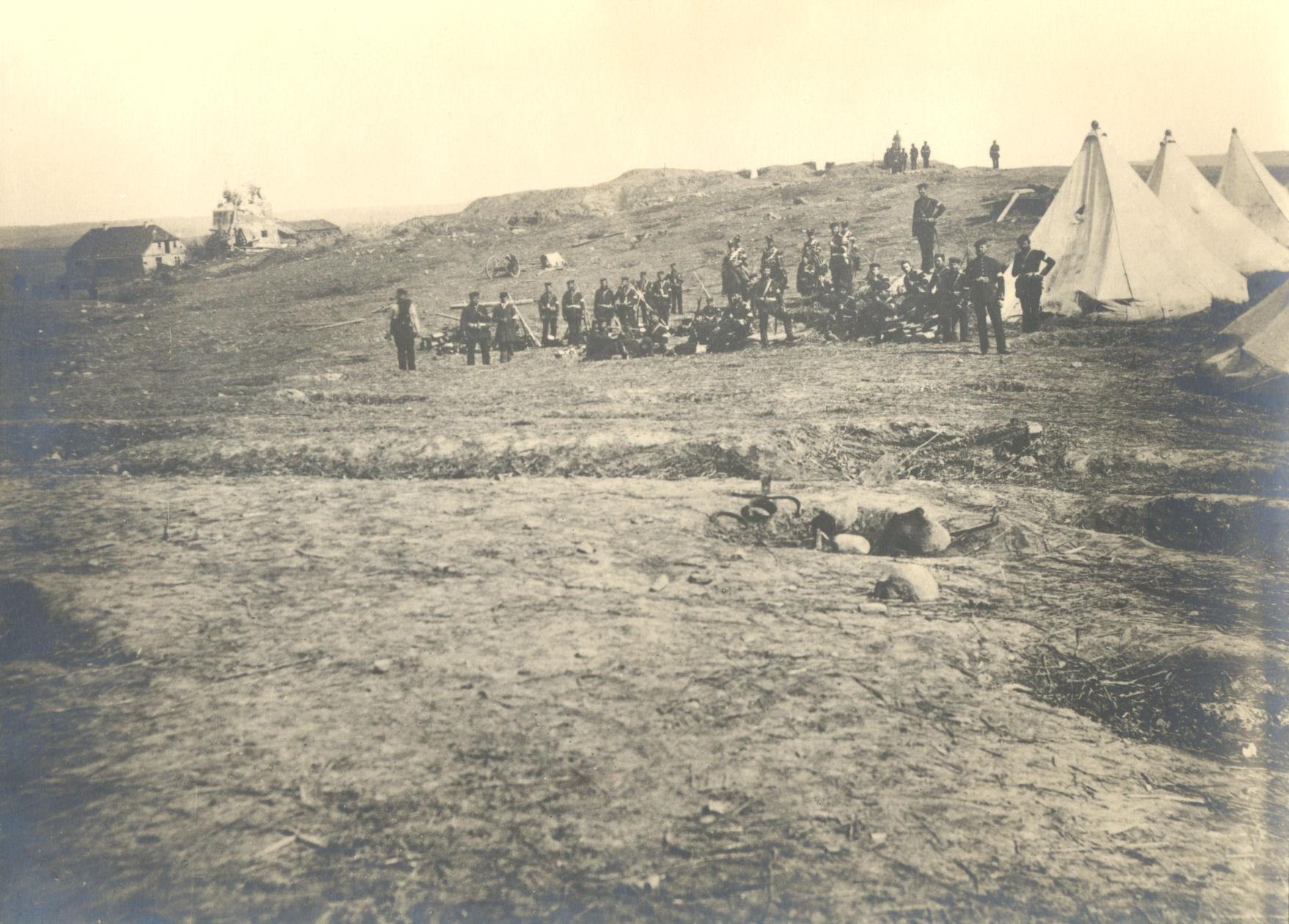
Obóz wojsk duńskich pod Dybbøl.

Wojna duńska rozpoczęła się w lutym 1864 roku, a powodem jej wybuchu były dwa księstwa, Szlezwik i Holsztyn zamieszkałe przez mniejszość niemiecką i przyłączone do Danii. Prusy interweniowały w obronie tamtejszej mniejszości niemieckiej. Miasto było źle przygotowane, dlatego też Duńczycy zajęli się jego gruntowną fortyfikacją budując przy nim kilka wysuniętych redut obronnych. W szczególności brakowało schronów dla linii frontu, a co gorsza postęp techniczny w dziedzinie artylerii sprawił, że położenie geograficzne fortu nie nadało się do skutecznej obrony. Po dwóch miesiącach bombardowań wojska duńskie zostały zmuszone do wycofania się z linii frontu. Kiedy doszło do ostatecznego szturmu, oddziały pruskie znalazły ogołocone duńskie linie, których obrońcy byli zarówno zdemoralizowani, jak i zmęczeni.

## Bitwa
Armia duńska była wyposażona w ładowane odprzodowo starszego typu karabiny kapiszonowe, oddziały pruskie natomiast używały znacznie nowocześniejszych, ładowanych odtylcowo karabinów Dreysego. Wyposażeni w karabiny ładowane od wylotu lufy Duńczycy byli łatwym celem dla pruskich żołnierzy, którzy mogli przeładowywać broń w pozycji leżącej, podczas gdy karabiny duńskie należało ładować na stojąco.

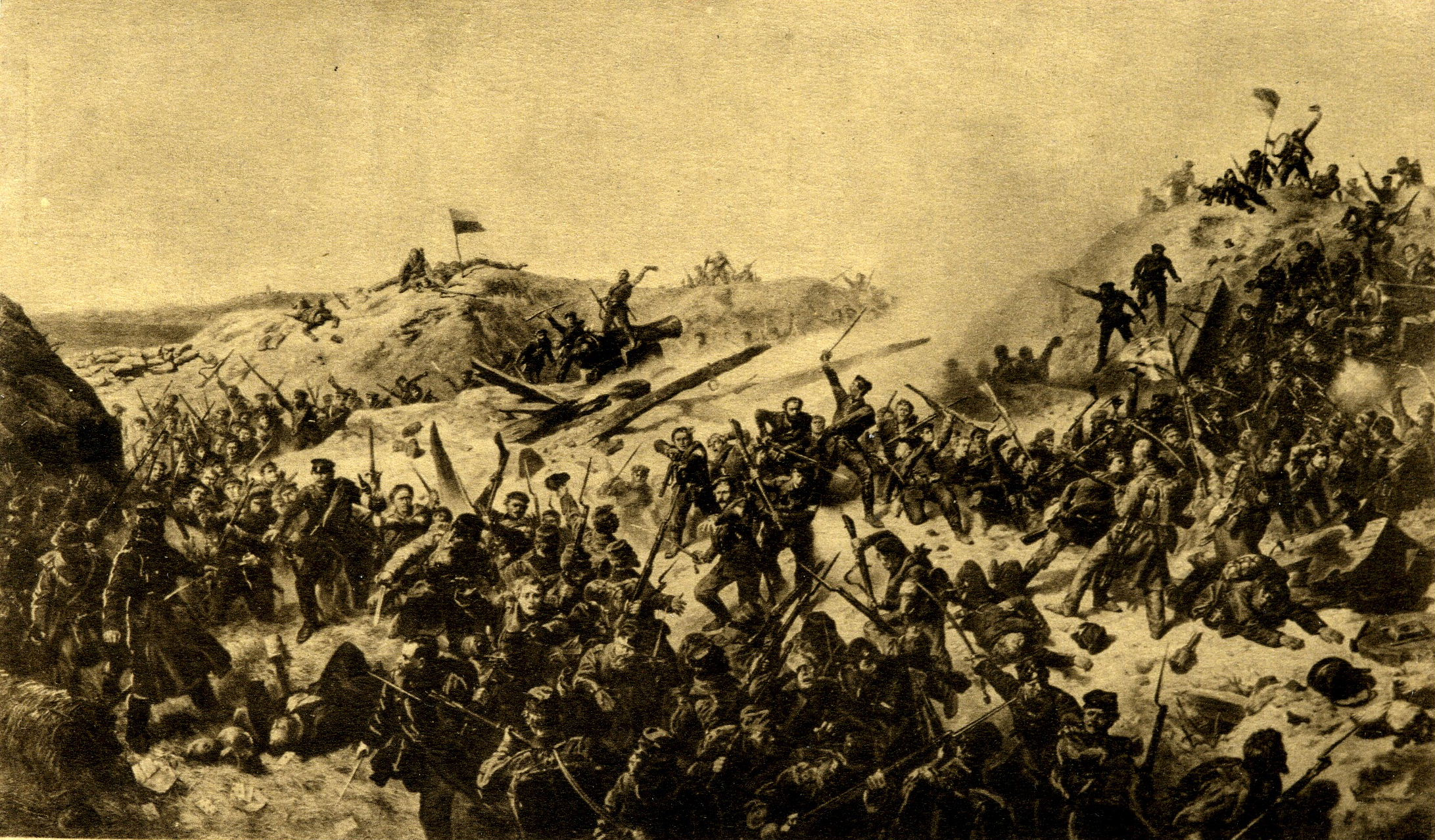
Szarża pruskiej piechoty na reduty bronione przez Duńczyków.

18 kwietnia 1864 r. o godzinie 2:00 w nocy wojska pruskie rozpoczęły manewr. Około 4 nad ranem rozpoczęło się trwające do 10 rano bombardowanie duńskich pozycji, po którym pruska piechota rozpoczęła atak na duńskie umocnienia. Pierwsze natarcie wojsk pruskich na najbardziej wysuniętą redutę duńską zakończyło się pełnym powodzeniem, a Duńczycy rozpoczęli odwrót w kierunku drugiej linii swoich umocnień. Idąc za ciosem, Prusacy podjęli próbę zdobycia drugiej linii obrony, jednak ich atak załamał się pod duńskim ostrzałem. Na widok wycofujących się Prusaków Duńczycy postanowili przejąć inicjatywę i przejść do kontrataku, jednak i oni nie wytrzymali ognia przeciwnika. Kiedy duński kontratak się załamał, Prusacy rozpoczęli kolejne natarcie na duńskie jednostki, które wcześniej opuściły okopy. Doszło do bezpośredniego starcia, które pomimo dużego oporu Duńczyków zakończyło się zwycięstwem wojsk pruskich.
Obrońcy byli wspierani z morza przez okręt pancerny – monitor „Rolf Krake”.

## Straty po bitwie
W oficjalnych szczegółach armii duńskiej straty sięgają odpowiednio:
- Po stronie duńskiej: ok. 700 zabitych, ok. 560 rannych, z czego wzięto do niewoli lub popełniło dezercję, ok. 3 500 żołnierzy, łącznie straty sięgnęły około 4 800 ludzi.
- Po stronie pruskiej: ok. 270 zabitych, ok. 900 rannych, zaginionych ok. 30 żołnierzy, łącznie straty sięgnęły około 1 200 ludzi

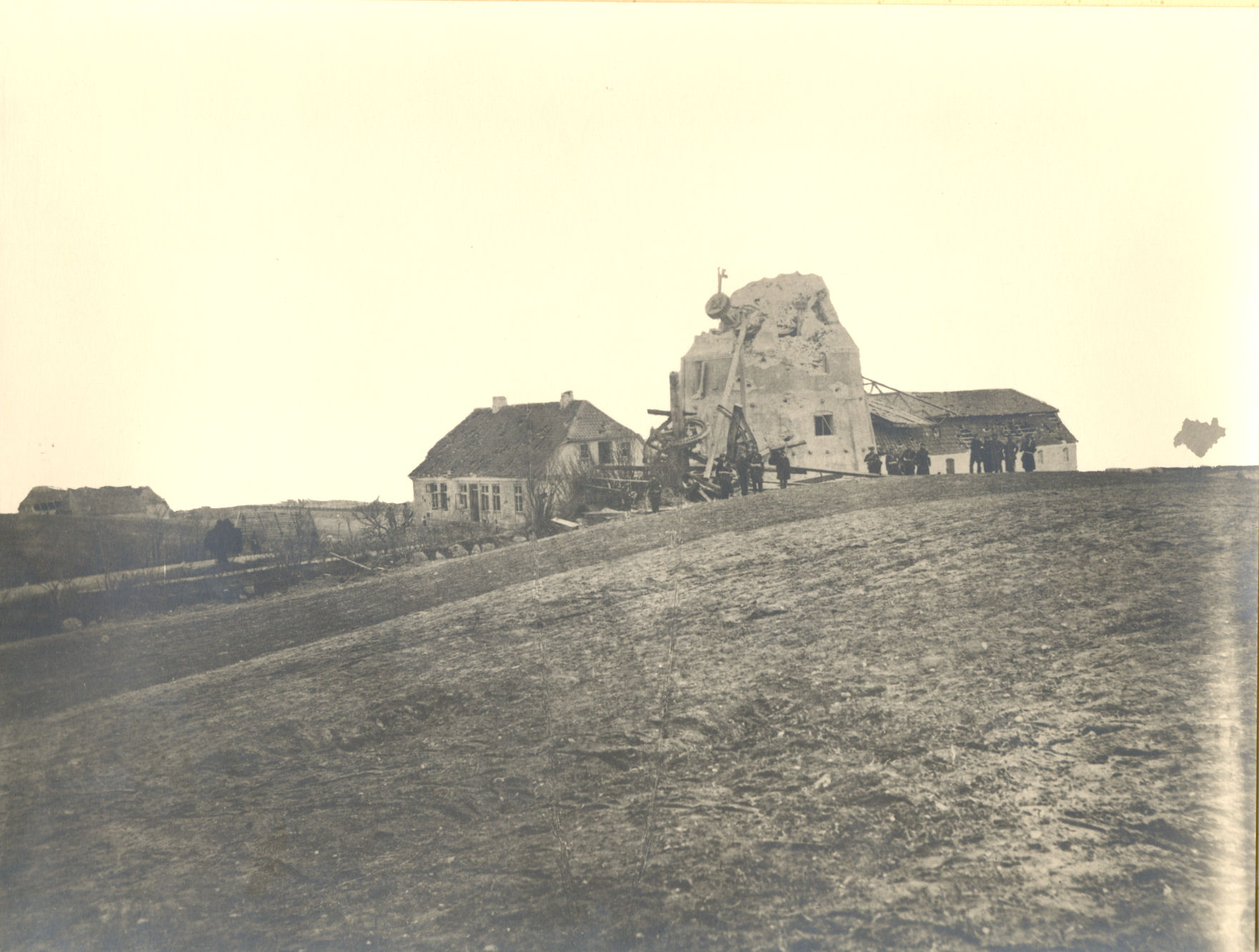
Zniszczony wiatrak dzień po bitwie.

Bitwa pod Dybbøl była pierwszą bitwą, która była obserwowana przez delegatów Czerwonego Krzyża: Louisa Appię (1818-98) i Charlesa van de Velde (1818-98).

## Konsekwencje
Rozejm obowiązywał po bitwie od 12 maja do 26 czerwca, a w Londynie rozpoczęły się negocjacje w sprawie nowej granicy między Danią a Związkiem Niemieckim. Dania chciała granicy z rzeką Eider, ale zostało to odrzucone jako nie do zaakceptowania dla strony pruskiej. Nieugięta postawa duńskiego rządu w Londynie doprowadziła do ich dyplomatycznej izolacji podczas negocjacji w Wiedniu, co zaowocowało traktatem pokojowym podpisanym 30 października 1864 r. Traktat ten przekształcił księstwa Szlezwiku i Holsztynu w „austriacko-pruskie kondominium, pod wspólną suwerennością obu państw”, które to zaledwie kilka lat później zostało nowym zarzewiem konfliktu pomiędzy Prusami, a Austrią, na które to zresztą Bismarck celowo liczył w celu unifikacji Niemiec pod przewodnictwem Królestwa Prus. Pruski kanclerz Otto von Bismarck podjął w ten sposób jeden z pierwszych kroków w kierunku powstania Cesarstwa Niemieckiego, które to dominowało w Europie kontynentalnej aż do I wojny światowej.